# Torbjørn Røe Isaksen
Torbjørn Røe Isaksen, född 28 juli 1978 i Ålesund, är en norsk politiker inom Høyre. Han var arbets- och socialminister i Regeringen Solberg från den 24 januari 2020 till den 14 oktober 2021. Han var näringsminister i Erna Solbergs regering från 2018 till 2020 och kunskapsminister från 2013 till 2018. Han var ledamot av Stortinget för Telemark från 2009 till 2017.

## Bakgrund och yrkeskarriär
Isaksen växte upp i Porsgrunn som son till lärarna Carl Magne Isaksen och Ragnhild Røe.
Han har studiekompetens från Porsgrunn gymnasium från 1998 och hade ett utbyteshår på Carl Junction High School i Missouri i USA 1995/1996. Han har en magisterexamen i statsvetenskap från Universitetet i Oslo från 2008, och examensarbetet handlar om Friedrich Hayek och medievetenskap i fältet.
Han var journalist, frilansjournalist och hade sommarjobb i  Porsgrunns Dagblad  1996-1998 och i   Varden  1998-2001. 2002 var han lärarassistent i Oslo kommun.